# Klaus Ackermann
Klaus Ackermann (* 20. März 1946 in Hamm) ist ein ehemaliger deutscher Fußballspieler.

## Laufbahn
Der nur 1,67 m große Stürmer Klaus Ackermann begann seine Karriere im Herrenbereich 1964 in der Regionalliga West bei Preußen Münster. In der Jugend spielte er zuvor bei Germania Hamm. Für Preußen Münster bestritt er 71 Regionalligaspiele und schoss 17 Tore während der drei Spielzeiten. 1967 wechselte er in die Fußball-Bundesliga zu Borussia Mönchengladbach und brachte es unter Trainer Hennes Weisweiler in seiner ersten Saison bei den Fohlen auf 32 Einsätze und erzielte 7 Tore, wobei er meist als Linksaußen eingesetzt wurde. In der folgenden Saison machte ihm jedoch Erwin Kremers seinen Stammplatz streitig. Obwohl Ackermann trotzdem auf 28 Liga-Einsätze kam, wechselte er 1969 zum 1. FC Kaiserslautern. Hier gehörte er bis 1974 zum Stammpersonal, zuerst als Stürmer, später als Mittelfeldspieler. Ackermann verließ 1974 die Pfälzer und wechselte in die 2. Bundesliga zu Borussia Dortmund, wo er zum Außenverteidiger umlernte und mit Lothar Huber, einem anderen Ex-Kaiserslauterer, ein auch offensiv gefährliches Außenverteidiger-Duo bildete. Mit den Dortmundern schaffte er 1976 den Wiederaufstieg und gehörte auch in der ersten Saison nach dem Aufstieg zu den wichtigsten Stützen. Er fehlte in der ersten Saison kein einziges Spiel. In den folgenden Jahren hatte er jedoch mit Verletzungsproblemen zu kämpfen und beendete schließlich seine Profilaufbahn 1980 beim SC Herford.
Mit Mönchengladbach belegte er zweimal den dritten Platz in der Bundesliga. Sein größter sportlicher Erfolg war mit dem 1. FC Kaiserslautern das Erreichen des Endspiels im DFB-Pokal 1971/72. Das Finale ging allerdings mit 0:5 gegen den FC Schalke 04 verloren. Insgesamt brachte es Klaus Ackermann auf 260 Einsätze in der 1. Fußball-Bundesliga, in denen er 31 Tore erzielte.